# 부산광역시립부전도서관
부산광역시립부전도서관은 부산광역시 부산진구 소재의 도서관이다.

## 연혁
- 1962. 06. 12 도서관 신축추진위원회를 조직, 총 공사비 1,600만원으로 부산진구 부전동에 착공
- 1963. 05. 20 부산시립도서관조례 제정(조례46호)
- 1963. 06. 30 도서관 완공
- 1963. 07. 20 부산시립도서관렬람규칙 제정
- 1963. 07. 22 동광동 구 교육위원회 청사에서 부전도 신축도서관에 이전
- 1963. 08. 05 "부산시립도서관" 신축 개관식 거행
- 1963. 08. 15 부산시립도서관 신축
- 1964. 01. 01 도서관 소속이 시장 감독하에서 교육감 지휘 감독하로 환원
- 1965. 05. 10 부산시교육감훈령 제3호로 '도서관리 규정' 제정
- 1978. 01. 06 '부산시립도서관'이 '부산시립부산도서관'으로 명칭 변경
- 1981. 04. 04 '부산시립부산도서관' 이 '부산직할시립부산도서관'으로 명칭 변경
- 1982. 04. 08 '부산직할시립부산도서관'에서 '부산직할시립시민도서관'으로 명칭 변경
- 1982. 04. 08 부산직할시립부전도서관 설립
- 1982. 08. 08 자료실 개가제 실시
- 1982. 08. 17 부산직할시립부전도서관 개관